# 斯特羅普科夫

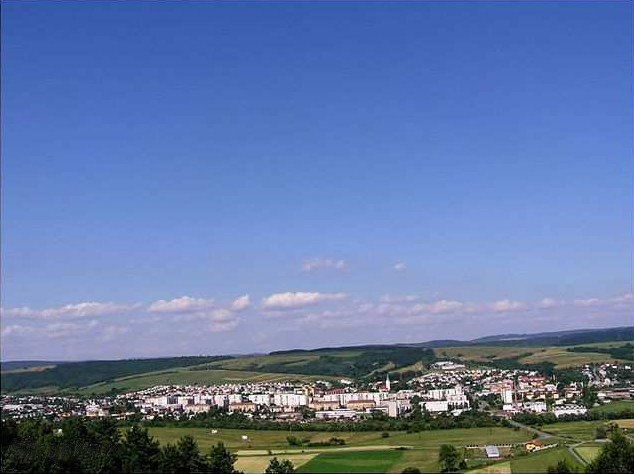

斯特羅普科夫是斯洛伐克的城鎮，位於該國東北部翁達瓦河左岸，由普列索夫州負責管轄，面積24.67平方公里，海拔高度202米，1970年人口10,829。

## 外部連結
- Official website of the town of Stropkov （页面存档备份，存于）
- More about the Hasidic dynasty of Stropkov （页面存档备份，存于）